# Hertugdømmet Cieszyn
Hertugdømmet Cieszyn (polsk: Księstwo Cieszyńskie; tjekkisk: Těšínské knížectví; tysk: Herzogtum Teschen), var et af de mange schlesiske hertugdømmer beliggende i Øvre Schlesien i grænselandet mellem nutidens Polen og Tjekkiet. Hertugdømmet blev oprettet i 1290, og det blev nedlagt i 1918. Hovedbyen var Cieszyn/Český Těšín (tidligere Teschen).
Teschen fik sin egen hertug, da Hertugdømmet Opole i Lillepolen blev delt i 1290. Siden har Hertugdømmet Teschen ofte været i personunion med andre lande.
Fra 1348 til 1918 hørte Hertugdømmet Teschen under Kongeriget Bøhmen. Fra 1348 til 1806 hørte landet også under Det tysk-romerske Rige.
I 1722 overlod kejser Karl 6. Teschen til hertug Leopold Joseph af Lothringen (far til kejser Frans 1. Stefan).
Frem til 1918 var de efterfølgende hertuger eller hertuginder af Teschen altid ærkehertuger eller ærkehertuginder fra Huset Habsburg-Lothringen.
Hertugdømmet Teschen var en selvstændig administrativ enhed frem til 1849. Derefter blev området en del af Østrigsk Schlesien. Tilknytningen til Østrig-Ungarn ophørte ved afslutningen af 1. verdenskrig, da dobbeltmonarkiet blev opløst og Tjekkoslovakiet oprettet.
I 1919 førte Polen og Tjekkoslovakiet en grænsekrig om det tidligere hertugdømme. I 1921 blev den nordlige del tilkendt den anden polske republik, mens Tjekkoslovakiet fik den sydlige del.
Efter Münchenaftalen i 1938 besatte Polen hele det tidligere hertugdømme. Området blev dog hurtigt besat af Nazi-Tyskland. I maj 1945 blev den gamle grænse mellem Polen og Tjekkoslovakiet genoprettet.
I dag det tidligere hertugdømme delt mellem Polen og Tjekkiet.
49°45′N 18°38′Ø / 49.75°N 18.63°Ø